# Hans Herbert von Arnim

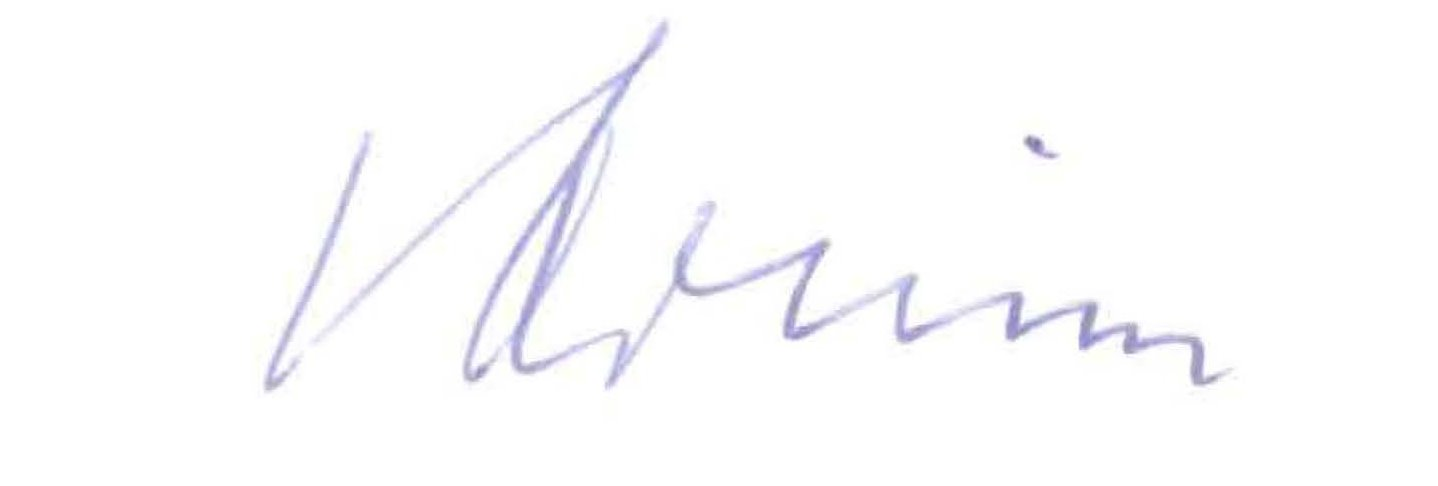
Unterschrift Hans Herbert von Arnim (Februar 1975)

Hans Herbert von Arnim (* 16. November 1939 in Darmstadt) ist ein deutscher Verfassungsrechtler an der Deutschen Universität für Verwaltungswissenschaften Speyer. Er ist ein bekannter Kritiker des Parteienstaates in Deutschland und Europa, besonders der Finanzierung von Parteien und der Alimentierung von Politikern.
Seine Publikationen Die Deutschlandakte und Die Hebel der Macht und wer sie bedient wurden zu Bestsellern.

## Leben
Er stammt aus einem Zweig der Adelsfamilie Arnim, aus der Mark Brandenburg. Hans Herbert von Arnim wurde als Sohn des Berufsoffiziers Hans Herbert von Arnim (1909–2002) und dessen Frau Emmy (Katja), geb. Leonhard (1910–1969), in Darmstadt geboren. Der Vater war auch Erbe der Begüterung Bietikow in der Uckermark. Hans Herbert von Arnim wuchs mit seiner Schwester Almut und dem jüngeren Bruder Rainer nach 1945 in Heidelberg auf. Die Ehe der Eltern wurde 1954 geschieden. Die Kinder blieben bei der Mutter. Der Vater heiratete erneut und erwarb nach 1990 Bietikow für die Familie zurück. Seine Ururgroßmutter Malwine von Bismarck war die Schwester von Otto von Bismarck. Sein Ururgroßvater war Oskar von Arnim-Kröchlendorff. Detlev von Arnim-Kröchlendorff ist sein Großvater.
Hans Herbert von Arnim begann nach dem Abitur 1958 das Studium der Rechts- und Wirtschaftswissenschaften in Heidelberg. Er schloss das Studium 1962 mit dem ersten und 1967 dem zweiten juristischen Staatsexamen ab und erwarb zudem 1966 das Diplom in Volkswirtschaftslehre. Im Jahr 1970 wurde er in Heidelberg mit der Dissertation Die Verfallbarkeit von betrieblichen Ruhegeldanwartschaften „summa cum laude“ promoviert. Seine Doktorarbeit führte 1972 zu einem Grundsatzurteil des Bundesarbeitsgerichts zu Gunsten betroffener Arbeitnehmer, das in das Betriebsrentengesetz von 1975 Eingang fand.
1966 heiratete er in Heidelberg Ulrike (Tulli) Liebmann. Das Ehepaar hat zwei Töchter (Eva und Vera) und einen Sohn (Felix).
Von 1968 bis 1978 war von Arnim Leiter des Karl-Bräuer-Instituts des Bundes der Steuerzahler in Wiesbaden. 1976 habilitierte er sich mit der Schrift Gemeinwohl und Gruppeninteressen. Die Durchsetzungsschwäche allgemeiner Interessen in der pluralistischen Demokratie. Ein Beitrag zu verfassungsrechtlichen Grundfragen der Wirtschaftsordnung für Staats- und Verwaltungsrecht, Finanz- und Steuerrecht an der Universität Regensburg.
1978 nahm von Arnim eine Professur an der Philipps-Universität in Marburg an. Seit 1981 hatte er den Lehrstuhl für Öffentliches Recht, insbesondere Kommunalrecht, Haushaltsrecht und Verfassungslehre in Speyer (Deutsche Hochschule für Verwaltungswissenschaften Speyer) inne. 1988 erhielt er einen Ruf auf den Lehrstuhl für Staatslehre und Politik an der Universität Göttingen, den er aber ablehnte. Von 1993 bis 1996 war er Mitglied des Verfassungsgerichts Brandenburg sowie von 1993 bis 1995 Rektor der Deutschen Hochschule für Verwaltungswissenschaften Speyer. In den Jahren 2000 und 2001 war von Arnim als Gastprofessor an der Medizinischen Universität Lübeck tätig; er ist seit dem 1. April 2005 im Ruhestand, arbeitet aber weiterhin an der Speyerer Hochschule (seit April 2012: Universität).

### Forschungsgebiete
Von Arnim hat sich schon früh mit den Problemen der Staatsverschuldung, inflatorischer Geldentwertung, der Kontrolle von Verwaltung und Gesetzgebung einschließlich des Subventionsproblems sowie den zuständigen Kontrollinstitutionen befasst: den Parlamenten, den Gerichten, der Bundesbank, dem Finanzminister und den Rechnungshöfen.

### Kritische Beiträge, Studien und Gutachten
Seit den 1980er Jahren ist von Arnim einer weiteren Öffentlichkeit als Parteienkritiker bekannt geworden. In einer Reihe von Publikationen und Beiträgen analysierte er die von ihm konstatierte Instrumentalisierung des Staates durch die „politische Klasse“ und forderte mehr direkte Demokratie in der Form von Volksbegehren und Volksentscheiden.
Von Arnim schreibt regelmäßig für regionale und überregionale Zeitungen und Magazine oder wird von ihnen interviewt, zum Beispiel von der taz über die Süddeutsche Zeitung, Die Welt, die Frankfurter Allgemeine Sonntagszeitung die Frankfurter Rundschau, den Focus, den Spiegel und den Tagesspiegel bis hin zur Jungen Freiheit.
Sein Gutachten bezüglich der Diätenerhöhung im hessischen Landtag 1988 führte zur Rücknahme der Erhöhung und zum Rücktritt des Landtagspräsidenten und dessen Stellvertreters.
Ein Aufsatz von Arnims über die baden-württembergische Gemeindeverfassung fand große Beachtung unter Politikern Schleswig-Holsteins, das – zusammen mit den neuen Bundesländern – die Reform der Kommunalverfassung in Deutschland einleitete.
In Hamburg kritisierte von Arnim 1991 einen Gesetzentwurf, der dem Parlamentspräsidenten und den Fraktionsvorsitzenden nach 3½ Jahren eine Rente von 62 % ihrer Amtsbezüge ab vollendetem 55. Lebensjahr bringen sollte. Nach heftiger Diskussion stoppte Bürgermeister Henning Voscherau das vom Parlament schon beschlossene Gesetz mit einem Veto. Inzwischen hatte von Arnim aufgezeigt, dass der Gesetzentwurf an einer vier Jahre vorher beschlossenen Pensionserhöhung für Senatoren Maß genommen hatte, welche im Eilverfahren in zwei Stunden durch zwei Ausschuss- und zwei Plenarsitzungen des Parlaments gebracht worden war. Auch dieses Gesetz wurde zurückgenommen, sogar mit Rückwirkung. Robert Leicht schrieb in Die Zeit, kein anderer außer dem Bundesverfassungsgericht habe so viele Gesetze zu Fall gebracht wie der Speyerer Professor.
Im Saarland enttarnte von Arnim 1992 eine Regelung, die Regierungsmitgliedern schon nach einem Amtstag die Höchstpension verschaffen konnte. Auch dieses Gesetz wurde aufgehoben.
Eine weitere Studie Arnims, die großen Widerhall in den Medien fand, führte dazu, dass auch mehrere weitere Länder unangemessene Privilegien ihrer Minister und Ministerpräsidenten beseitigten.
Der Versuch des Bundestags, seine Diäten 1995 an die Bezüge von Bundesrichtern anzukoppeln und dazu das Grundgesetz zu ändern, scheiterte, nachdem von Arnim zusammen mit 85 weiteren Staatsrechtslehrern in einem Offenen Brief an den Bundesrat appelliert hatte, der Verfassungsänderung seine Zustimmung zu verweigern, was dieser auch tat.
2004 beschloss das Europäische Parlament, seine Diäten und seine Versorgung aufzustocken und auch Abgeordneten aus den östlichen Mitgliedstaaten ein Heimat-Gehalt von 9.053 Euro monatlich zu geben, womit sie – wegen des dort sehr viel niedrigeren Einkommensniveaus – das Mehrfache ihrer Staatspräsidenten erhalten hätten. In Brüssel seien sie durch großzügige Tagegelder ohnehin versorgt. Nach der Kritik von Arnims, die von den Medien aufgriffen wurde, verweigerte die Bundesregierung im Rat ihre Zustimmung und das Gesetz scheiterte. Kritik der beiden EU-Abgeordneten Martin Schulz und Karl-Heiner Lehne an von Arnim mit unrichtigen Angaben wurde ihnen trotz ihrer parlamentarischen Indemnität vom Landgericht Hamburg untersagt. Eine eingeschränkte Version des Gesetzes trat nach der Europawahl 2009 in Kraft.
1998 führte von Arnims Buch Diener vieler Herren. Die Doppel- und Dreifachversorgung von Politikern die bayerische Staatsregierung unter Edmund Stoiber und die nordrhein-westfälische Regierung unter Wolfgang Clement dazu, ihren finanziellen Status einzuschränken.
Während der Wulff-Affäre wurde von Arnim häufig seitens der Medien um Beurteilung gebeten und gab dort in Statements und Interviews seine Stellungnahmen ab. In einem Anfang 2012 in der Online-Ausgabe der Neuen Zeitschrift für Verwaltungsrecht (NVwZ) veröffentlichten Aufsatz vertrat von Arnim zudem die Ansicht, dass ein Rücktritt eines Bundespräsidenten aufgrund persönlichen (Fehl-)Verhaltens, also aus persönlichen und nicht aus politischen Gründen, dazu führen könne, dass kein Rechtsanspruch auf den ansonsten üblichen Ehrensold besteht.

### Verwandtenaffäre, 2013
Mitte April 2013 veröffentlichte von Arnim sein Buch Die Selbstbediener. Wie bayerische Politiker sich den Staat zur Beute machen. Das löste die sogenannte Verwandtenaffäre in Bayern aus mit der Folge, dass der Landtag – unter dem Druck der Medien – Mitte Mai 2013 die Beschäftigung von Ehegatten, Kindern und anderen Verwandten auf Staatskosten durch Gesetzesänderung verbot. Zugleich wurde die künftige Veröffentlichung von Nebeneinnahmen der bayerischen Landtagsabgeordneten vorgesehen. Der Bayerische Oberste Rechnungshof begann mit einer Prüfung. Die CSU-Fraktion senkte die überzogenen Zulagen für ihre Funktionäre. Laut von Arnim ist damit aber nur ein Teil der in seinem Buch behandelten Probleme beseitigt worden.

### Aufruf zur Verkleinerung des Bundestags, 2019
Im September 2019 gehörte er zu den etwa 100 Staatsrechtslehrern, die sich mit dem offenen Aufruf zum Wahlrecht Verkleinert den Bundestag! an den Deutschen Bundestag wandten. Zusammen mit drei Kollegen betreibt er auch einen Appell zur Wahlrechtsreform und Verkleinerung des Bundestags, der inzwischen über 100.000 namentliche Unterstützer gefunden hat.

### Einfluss auf die Rechtsprechung
Mit seinen Schriften, Gutachten und Klagen hat von Arnim auch Einfluss auf die Rechtsprechung genommen, so schon auf das Diätenurteil des Bundesverfassungsgerichts und auf dessen Parteienfinanzierungsurteil von 1992.
Beachtung finden auch diejenigen politischen Kräfte, die die Parteien im Parlament als ungeliebte Konkurrenten empfinden und deshalb mit ihren gesetzgeberischen Maßnahmen häufig benachteiligen, z. B. kommunale Wählergemeinschaften und kleinere Parteien. Das Bundesverfassungsgericht hat die wichtige Rolle kleiner Parteien, die Etablierten im politischen Wettbewerb auf Trab zu halten, in einem von von Arnim für die Ökologisch-Demokratische Partei (ÖDP) erstrittenen Urteil hervorgehoben.
Wirkung entfaltete dabei von Arnims These, dass Parlamente bei Entscheidungen in eigener Sache befangen sind und deshalb Beschlüsse über Diäten, Parteienfinanzierung und das Wahlrecht verstärkter Kontrolle durch die Öffentlichkeit und die Verfassungsgerichte selbst bedürfen.
Von Arnim legte 2010 persönlich Beschwerde beim Bundesverfassungsgericht gegen die Europawahl 2009 ein. Dabei unterstützten ihn 530 Bürger, davon 30 Verfassungsrechtler, mit ihrer Unterschrift. Darin kritisiert er die Fünf-Prozent-Hürde bei der Wahl zum Europäischen Parlament als verfassungswidrig, weil damit Wählerstimmen nicht nur nicht berücksichtigt würden, sondern auch noch ganz anderen Parteien zugutekämen und kleine Parteien diskriminiert würden. Das Bundesverfassungsgericht entschied am 9. November 2011 zugunsten dieser Klage und stufte die in Deutschland geltende Fünf-Prozent-Hürde bei Europawahlen als nicht mit dem Grundgesetz vereinbar ein, so dass ab der nächsten Europawahl im Jahre 2014 in Deutschland ohne Sperrklausel gewählt wurde. Der Bundestag beschloss im Juni 2013 – entgegen der Warnung von zahlreichen Staatsrechtslehrern in einem Appell – eine Drei-Prozent-Klausel bei der Europawahl, gegen die er ebenfalls erfolgreich Klage einlegte.
Gegen die verdeckte Parteienfinanzierung legte von Arnim für die ÖDP im Juni 2012 Organklage (2 BvE 4/12) beim Bundesverfassungsgericht ein. Mit ihr wird die verdeckte Parteienfinanzierung durch die Parlamentsfraktionen und Abgeordnetenmitarbeiter des Bundestags sowie durch parteinahe Stiftungen gerügt. Das Gericht wies die Klage am 15. Juli 2015 aus formalen Gründen ab. 2017 scheiterte er beim Bundesverfassungsgericht auch mit einer Wahlanfechtungsklage für das Einführen einer Eventualstimme und gegen die verdeckte Staatsfinanzierung durch Fraktionen, Parteistiftungen und Abgeordnetenmitarbeiter. Bei Abgeordnetenmitarbeitern wurde dem Bundestag immerhin die Einführung von wirksamen Kontrollen vorgeschrieben.

## Rezeption
Nach der Darstellung von Robert Leicht 1992 in Die Zeit stößt Arnim bei den Betroffenen auf Kritik, die ihn als „Moralisten“ bezeichneten. Andere, wie Hans-Jochen Vogel, hoben im Diätenskandal seine aufklärerische Funktion hervor.
Brandenburgische Politiker warfen von Arnim 2006 im Zusammenhang mit Äußerungen zur Neugestaltung der Abgeordnetenversorgung im Land Brandenburg „ein offensichtlich gestörtes Verhältnis zum Grundgesetz und zur […] repräsentativen Demokratie in Deutschland“ vor.
Matthias Krupa schrieb 2008 in Die Zeit, Politik erscheine bei von Arnim fälschlich als Daseinsform der Geldgier und des Eigennutzes. Zwar sei die Kritik in seinem Bestseller Die Deutschlandakte im Detail richtig, in der Gesamtschau wirke sie aber grotesk und radikal, er nähere sich gefährlich dem Duktus der Verächter der Weimarer Republik an und propagiere „mehr Volk und mehr Führung“.
Einige der von Arnimschen Thesen wurden von Politikern und Teilen der Wissenschaft 2011 als reißerisch bezeichnet.
Sein Werk Die Hebel der Macht von 2017 wurde von Christian Nürnberger, dem Autor von Die verkaufte Demokratie. Wie unser Land dem Geld geopfert wird (2015), als übertriebene und einseitige „Fundamentalkritik am System“ bewertet. Als große Gefahr für die Demokratie gelte Arnim lediglich der Parteifunktionär. Die Gefahren durch Terror, Populismus, Überwachung oder gesellschaftliche Desintegration würden nicht erwähnt, es sei geradezu erstaunlich, dass unter diesen Bedingungen die Demokratie überhaupt noch funktioniere. Trotzdem sei die Publikation Arnims wertvoll: „Bücher wie dieses befeuern die notwendige Dauer-Diskussion über die Fehler und Schwächen unserer Demokratie und können so dazu beitragen, dass sie besser oder zumindest nicht schlechter wird.“

## Mitgliedschaften
- Vereinigung der deutschen Staatsrechtslehrer
- Kuratorium von Mehr Demokratie e. V.
- Kuratorium der Stiftung für Ökologie und Demokratie[63]
- Kuratorium des Instituts für deutsches und europäisches Parteienrecht und Parteienforschung

## Bibliografie (Auswahl)

### Monographien
- Die Verfallbarkeit betrieblicher Ruhegeldanwartschaften. Verlagsgesellschaft Recht und Wirtschaft, Heidelberg 1970, ISBN 3-8005-6167-0.
- Gemeinwohl und Gruppeninteressen. Alfred Metzner, Frankfurt a. M. 1977, ISBN 3-7875-5258-8.
- Ämterpatronage durch politische Parteien. Nr. 44 der Schriften des Karl-Bräuer-Instituts des Bundes der Steuerzahler. Wiesbaden 1980.
- Parteienfinanzierung. Eine verfassungsrechtliche Untersuchung. Nr. 52 der Schriften des Karl-Bräuer-Instituts des Bundes der Steuerzahler. Wiesbaden 1982, ISSN 0173-3397.
- Staatslehre der Bundesrepublik Deutschland. Vahlen, München 1984, ISBN 3-8006-1024-8.
- Wirtschaftlichkeit als Rechtsprinzip. Duncker und Humblot, Berlin 1988, ISBN 3-428-06435-6.
- Staat ohne Diener: Was schert die Politiker das Wohl des Volkes. Kindler, München 1993, ISBN 3-463-40224-6.
- Demokratie ohne Volk: Plädoyer gegen Staatsversagen, Machtmißbrauch und Politikverdrossenheit. Droemersche Verlagsanstalt, München 1993, ISBN 3-426-80021-7.
- Der Staat als Beute: Wie Politiker in eigener Sache Gesetze machen. Knaur Verlag, München 1993, ISBN 978-3-426-80014-0.
- Die Partei, der Abgeordnete und das Geld: Parteienfinanzierung in Deutschland. Droemer Knaur, München 1996, ISBN 3-426-80074-8.
- Fetter Bauch regiert nicht gern. Die politische Klasse – selbstbezogen und abgehoben. Kindler, München 1997, ISBN 3-463-40323-4.
- Volkswirtschaftspolitik: Eine Einführung (unter Mitarbeit von Hermann Knödler). 6. Aufl., Luchterhand, Neuwied 1998, ISBN 3-472-00063-5.
- Diener vieler Herren: die Doppel- und Dreifachversorgung von Politikern. Droemer Knaur, München 1998, ISBN 3-426-77372-4.
- Das System. Die Machenschaften der Macht. Droemer Verlag, München 2001, ISBN 978-3-426-77658-2.
- Vom schönen Schein der Demokratie: Politik ohne Verantwortung – am Volk vorbei. Droemer Knaur, München 2002,  ISBN 3-426-77538-7.
- Die EU-Verordnung über die Parteienfinanzierung. (zusammen mit Martin Schurig). LIT-Verlag, Münster 2004, ISBN 978-3-8258-8096-5.
  - Auch in englischer Sprache: The European Party Financing Regulation. ISBN 978-3-8258-8097-2.
- Das Europa-Komplott: wie EU-Funktionäre unsere Demokratie verscherbeln. Hanser, München/Wien 2006, ISBN 978-3-446-20726-4. Auch in polnischer Sprache: Europejska Zmowa, ISBN 978-83-60562-37-6.
- Die Deutschlandakte. Was Politiker und Wirtschaftsbosse unserem Land antun. C. Bertelsmann Verlag, München 2008, ISBN 978-3-442-15566-8.
- Volksparteien ohne Volk. Das Versagen der Demokratie. C. Bertelsmann Verlag, München 2009, ISBN 978-3-570-10011-0.
- Zweitbearbeitung des Art. 48 GG (Abgeordnetendiäten) im Bonner Kommentar, 1980; Drittbearbeitung des Art. 48 GG im Bonner Kommentar, zusammen mit Thomas Drysch. C. F. Müller, Heidelberg 2010; Neubearbeitung Juli 2019,.
- Der Verfassungsbruch: Verbotene Extra-Diäten – Gefräßige Fraktionen. Duncker & Humblot, 2011, ISBN 978-3-428-13606-3.
- Politische Parteien im Wandel: Ihre Entwicklung zu wettbewerbsbeschränkenden Staatsparteien – und was daraus folgt. Duncker & Humblot, 2011, ISBN 978-3-428-13734-3.
- Die Selbstbediener. Wie bayerische Politiker sich den Staat zur Beute machen. Heyne, 2013, ISBN 978-3-453-60301-1.
- Die Angst der Richter vor der Macht. Lingen Verlag, Köln 2015, ISBN 978-3-945136-54-6
- Die Hebel der Macht und wer sie bedient. Heyne Verlag, 2017, ISBN 978-3-453-20142-2.
- Die Arroganz der Macht. Der baden-württembergische Diätencoup. E-Book. Heyne Verlag, 2017.
- Selbstbedienung in Südwest-Manier. Die Diätencoups in Baden-Württemberg und Rheinland-Pfalz. Eine Streitschrift. Duncker und Humblot, 2017, ISBN 978-3-428-15318-3.
- Der Griff in die Kasse. Wie das Abgeordnetenhaus von Berlin seine Bezüge maßlos erhöht – und wie die Selbstbedienung noch gestoppt werden kann. Heyne, 2020, ISBN 978-3-453-60568-8.
- Macht braucht Kontrolle. Warum wir unsere Demokratie neu denken müssen. Heyne, 2024, ISBN 978-3-453-20031-9.

### Herausgeberschaft
Von Arnim organisiert an der Deutschen Universität für Verwaltungswissenschaften seit 1997 im Herbst jeden Jahres die Speyerer Demokratietagungen, deren Vorträge in Tagungsbänden von ihm herausgegeben werden und unter folgende Titeln erschienen sind:
- Demokratie vor neuen Herausforderungen. Berlin 1998, ISBN 978-3-428-09693-0.
- Adäquate Institutionen: Voraussetzungen für „gute“ und bürgernahe Politik. Berlin 1999, ISBN 3-428-09980-X.
- Direkte Demokratie. Berlin 2000, ISBN 3-428-10348-3.
- Politische Klasse und Verfassung. Berlin 2001, ISBN 3-428-10603-2.
- Reform der Parteiendemokratie. Berlin 2002, ISBN 978-3-428-11055-1.
- Korruption. Netzwerke in Politik, Ämtern und Wirtschaft. München 2003, ISBN 3-426-77683-9.
- Die deutsche Krankheit: Organisierte Unverantwortlichkeit? Berlin 2005, ISBN 3-428-11875-8.
- Korruption. Berlin 2006
- Korruption und Korruptionsbekämpfung. Berlin 2007, ISBN 978-3-428-12526-5.
- Defizite in Staat und Verwaltung. Berlin 2010, ISBN 978-3-428-13262-1.
- Integrität in Staat und Wirtschaft. Berlin 2010, ISBN 978-3-428-13398-7.
- Systemmängel in Demokratie und Marktwirtschaft. Berlin 2011, ISBN 978-3-428-13671-1.
- Widerstand. Berlin 2012, ISBN 978-3-428-13937-8.
- Volkssouveränität, Wahlrecht und direkte Demokratie. Berlin 2014, ISBN 978-3-428-14265-1.
- Die Bezahlung und Versorgung von Politikern und Managern. Berlin 2014, ISBN 978-3-428-14434-1.
- Transparenz contra Geheimhaltung in Staat, Verwaltung und Wirtschaft. Berlin 2015, ISBN 978-3-428-14743-4.
- Erosion von Demokratie und Rechtsstaat? Berlin 2018, ISBN 978-3-428-15536-1 (Print), -9 (E-Book).

Die Tagungsbände sind bei Duncker und Humblot, Berlin; das Buch Korruption. Netzwerke in Politik, Ämtern und Wirtschaft ist als Taschenbuch bei Knaur, München, erschienen.

### Aufsätze
Von Arnim hat über 150 Beiträge in juristischen, wirtschafts- und politikwissenschaftlichen Fachzeitschriften, Festschriften und sonstigen Sammelwerken veröffentlicht.